# Chrasť nad Hornádom
Chrasť nad Hornádom (in ungherese Haraszt) è un comune della Slovacchia facente parte del distretto di Spišská Nová Ves, nella regione di Košice.